# ТЮЗ (станция скоростного трамвая)
«Теа́тр Ю́ного Зри́теля» (ТЮЗ) — станция скоростного трамвая в Волгограде. Своё название получила благодаря одноимённому театру.

## История
Станция открыта 1 декабря 2011 года в составе второй очереди строительства.

## Техническая характеристика
Строительство метро осуществлялось закрытым способом. Из-за ошибок строительства станции на фасаде здания театра юного зрителя появились трещины.
Станция по конструкции является односводчатой мелкого заложения, глубина заложения — 12 метров, ширина пролёта сводчатого покрытия — 19 метров, высота — 7,5 метра от пола платформы.
Станция имеет один подземный вестибюль, оборудованный лестницей. Из вестибюля пассажиры попадают в подземный переход, связывающий две стороны улицы Рабоче-Крестьянской. Имеет выход на одноимённый театр. В нескольких минутах ходьбы от станции расположен элеватор.

## Оформление
Путевые стены выложены белым мрамором, верхний край фигурный. Название станции набрано из крупных литых металлических букв художественного шрифта, верхняя часть букв лежит на тёмной прямоугольной металлической подложке. Сами буквы рельефно выступают над путевыми стенами. Указатель станций в каждом из направлений выполнен не в виде горизонтальной стрелы, как это сделано на станциях первой очереди, а представляет собой три таблички: название данной станции, станции, предшествующие данной и станции расположенные далее по ходу движения. Пол отделан красной и серой гранитной плиткой, по краям платформы выложена линия из белого мрамора.
На станции установлены роскошные люстры, однако в целях экономии электроэнергии используется только половина.
По центральной оси станции установлены три деревянные скамейки. Северная торцевая стена выложена из того же белого мрамора и не украшена. За стеной располагается неиспользуемая часть станции, оборудованная по стандартам метро: с высокой платформой, низким потолком и тонкими круглыми колоннами. В обоих торцах станции над путями по ходу движения установлены интервальные часы.